# 西吉斯蒙德 (奧地利-托斯卡納)
西吉斯蒙德（義大利語：Sigismund，1966年4月21日—），現任奧地利-托斯卡納家族首領，托斯卡納大公國的繼承人。

## 家庭
1999年，西吉斯蒙德與埃莉莎·埃德蒙斯頓（Elyssa Edmonstone）結婚，兩人共有2子1女：
1. 利奧波德（2001年出生）
2. 塔緹亞娜（2003年出生）
3. 馬克西米利安（2004年出生）